# Liste der Biografien/Schuld
Liste der Biografien |
Portal Biografien |
Personensuche
# |
A |
B |
C |
D |
E |
F |
G |
H |
I |
J |
K |
L |
M |
N |
O |
P |
Q |
R |
S |
T |
U |
V |
W |
X |
Y |
Z |
?
 
Sa |
Sb |
Sc |
Sd |
Se |
Sf |
Sg |
Sh |
Si |
Sj |
Sk |
Sl |
Sm |
Sn |
So |
Sp |
Sq |
Sr |
Ss |
St |
Su |
Sv |
Sw |
Sy |
Sz
 
Sca–Sce |
Sch |
Sci–Scz
 
Scha |
Schc |
Schd |
Sche |
Schg |
Schi |
Schj |
Schk |
Schl |
Schm |
Schn |
Scho |
Schp |
Schr |
Schs |
Scht |
Schu |
Schv |
Schw |
Schy
 
Schua |
Schub |
Schuc |
Schud |
Schue |
Schuf |
Schug |
Schuh |
Schui |
Schuk |
Schul |
Schum |
Schun |
Schuo |
Schup |
Schuq |
Schur |
Schus |
Schut |
Schuu |
Schuv |
Schuw |
Schuy |
Schuz
 
Schula |
Schulb |
Schuld |
Schule |
Schulg |
Schulh |
Schuli |
Schulj |
Schulk |
Schull |
Schulm |
Schulo |
Schulp |
Schulr |
Schuls |
Schult |
Schulw |
Schuly |
Schulz
Die Liste der Biografien führt alle Personen auf, die in der deutschsprachigen Wikipedia einen Artikel haben. Dieses ist eine Teilliste mit 24 Einträgen von Personen, deren Namen mit den Buchstaben „Schuld“ beginnt.

## Schuld

### Schulde
- Schuldes, Horst (1939–2015), deutscher Eishockeyspieler
- Schuldes, Karl, deutscher Fußballtorhüter

### Schuldh
- Schuldhess, Jörg Shimon (1941–1992), Schweizer Maler und Grafiker

### Schuldi
- Schuldiner, Chuck (1967–2001), US-amerikanischer Gitarrist und Sänger der Death-Metal-Band DeathChuck Schuldiner (1967–2001)

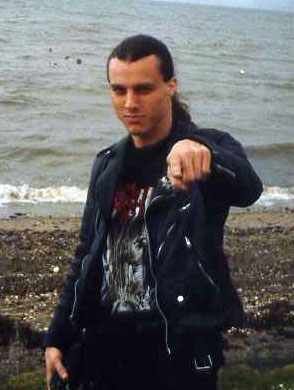
Chuck Schuldiner (1967–2001)

- Schuldiner, Maya (* 1975), israelische Molekulargenetikerin und Hochschullehrerin
- Schuldis, Augustin (1891–1954), deutscher katholischer Priester, Päpstlicher Hausprälat und Ehrendomkapitular

### Schuldt
- Schuldt, Abraham Philipp (1807–1892), deutscher Kaufmann und Stiftungsgründer
- Schuldt, Christian (* 1970), deutscher Soziologe und Autor
- Schuldt, Ewald (1914–1987), deutscher Prähistoriker
- Schuldt, Heinrich Ferdinand Johannes (1840–1924), deutscher Reeder
- Schuldt, Herbert (* 1941), deutscher Lyriker, Essayist, Übersetzer und Künstler
- Schuldt, Hermann (1896–1980), deutscher Politiker (USPD, KPD, SED), MdR
- Schuldt, Hinrich (1901–1944), deutscher SS-Führer im Zweiten Weltkrieg
- Schuldt, Inga (* 1997), deutsche Fußballspielerin
- Schuldt, Jimmy (* 1995), US-amerikanischer Eishockeyspieler
- Schuldt, Kristina (* 1982), deutsche Malerin
- Schuldt, Max (1903–1934), deutscher SA-Führer
- Schuldt, Otto (1877–1948), deutscher Politiker (DDP), MdR
- Schuldt, Peter (* 1953), deutscher Chorleiter, Komponist und Musikpädagoge
- Schuldt, Ralf, deutscher Squashspieler
- Schuldt, Sigmar-Peter (1950–2009), deutscher Politiker (DVU), MdL
- Schuldt, Travis (* 1974), US-amerikanischer Schauspieler
- Schuldt-Jensen, Morten (* 1958), dänischer Dirigent und Hochschullehrer

### Schuldz
- Schuldzinski, Wolfgang (* 1960), deutscher Verbraucherschützer